# Giuseppe Casoria
Giuseppe Casoria, italijanski rimskokatoliški duhovnik, škof in kardinal, * 1. oktober 1908, Acerra, † 8. februar 2001.

## Življenjepis
21. decembra 1930 je prejel duhovniško posvečenje.
9. aprila 1969 je bil imenovan za tajnika Kongregacije za disciplino zakramentov.
6. januarja 1972 je bil imenovan za naslovnega nadškofa Forum Novuma in 13. februarja istega leta je prejel škofovsko posvečenje.
2. februarja 1973 je postal tajnik Kongregacije za zadeve svetnikov in 24. avgusta 1981 proprefekt Kongregacije za zakramente in bogočastje.
2. februarja 1983 je bil povzdignjen v kardinala in imenovan za kardinal-diakona S. Giuseppe in via Trionfale; naslednji dan je postal prefekt Kongregacije za zakramente in bogočastje. S tega položaja se je upokojil 8. aprila 1984.
5. aprila 1993 je postal kardinal-duhovnik S. Giuseppe in via Trionfale.